# ヤキトリオ
ヤキトリオは、2017年結成の音楽ユニットである。

## 概要
2017年に結成。超絶技巧や楽器の持ち替えを得意とするフルーティスト河島玲奈、様々な声を使い分けることを得意とするボーカリストみやざわあさみ、合いの手担当・オカメインコのマフィ男による、「無駄なことを全⼒でやる」をコンセプトにしたユニット。 

## 活動内容
YouTubeなどインターネットでの動画配信や都内でのライブ活動を中⼼に、CMソング・アニメソング・ゲームミュージックなど多くの楽曲をカバーしている。2024年8月時点で「ヒガシマルうどんスープの歌」は4万回、「ドリフ⼤爆笑OP テーマ」のカバー動画は再生回数7万回を突破した。2020年、新型コロナウイルス感染拡大による文化の灯を絶やさないための緊急対策として、活動を自粛せざるを得ないプロのアーティストに対して東京都が企画した”芸術文化活動支援事業「アートにエールを!」”に参加し、YouTubeに動画が配信された。

## メンバー
フルート・ピッコロ・コケロミン：河島 玲奈 （かわしま れいな）
武蔵野音楽大学卒業。9 歳よりフルートを始める。同大学平成15年度福井直秋記念奨学生。これまでにフルートを播博、白尾隆、新井牧子、新井厚巳各氏に師事。武蔵野音楽大学サマースクールでフェリックス・レングリ、ソフィー・シェリエ各氏のマスタークラスを修了。第17回ʻ長江杯ʼ国際音楽コンクール管楽器部門第1位、併せて中国駐大阪総領事賞受賞。第16回ブルクハルト国際⾳楽コンクール管楽器部門第5位。東京国際芸術協会第47回新⼈オーディション、コンセール・ヴィヴァン第34回新⼈オーディション、平成26年度横浜市民広間演奏会オーディション合格。横浜市民広間演奏会会員。現在は子供から大人まで音楽を身近に感じられるコンサートを企画し、演奏活動を行っている。
歌・ピアノ：みやざわあさみ
国立音楽大学声楽科卒。團伊玖磨が自ら指揮を振った最後の公演となった、DAN YEAR 2000 オペラ「夕方鶴」に子役として抜擢。17歳より秋葉京子に声楽を師事。東京交響楽団、ルーマニア国立歌劇場管弦楽団、ウィーン少年合唱団と共演。飯森範親指揮による「真夏の夜の夢」にて米良美一と共演。大学在学時は成績優秀者のみ選抜される演奏会に出演。卒業後はクロスオーバーボーカリストとして、Zepp Tokyo、クラブイクスピアリ、シアター 1010 などでもライブを行う。歌のお姉さん・ロックボーカリストとしての活動を経て様々な発声法を使い分ける。2017年12 ⽉より、メタルバンドFEEL SO BADメンバーのソロプロジェクトにサポートコーラス・ボーカリストとして参加。Nintendo Switchソフト「Rise eterna」主題歌担当。